# Ян Тенчинський (воєвода)
Ян Тенчинський гербу (Топор, Сокира) (пол. Jan Tęczynski Ян Тенчиньскі, бл. 1492 — 1541) — польський шляхтич, дипломат, урядник, магнат часу Королівства Яґеллонів.

## Життєпис

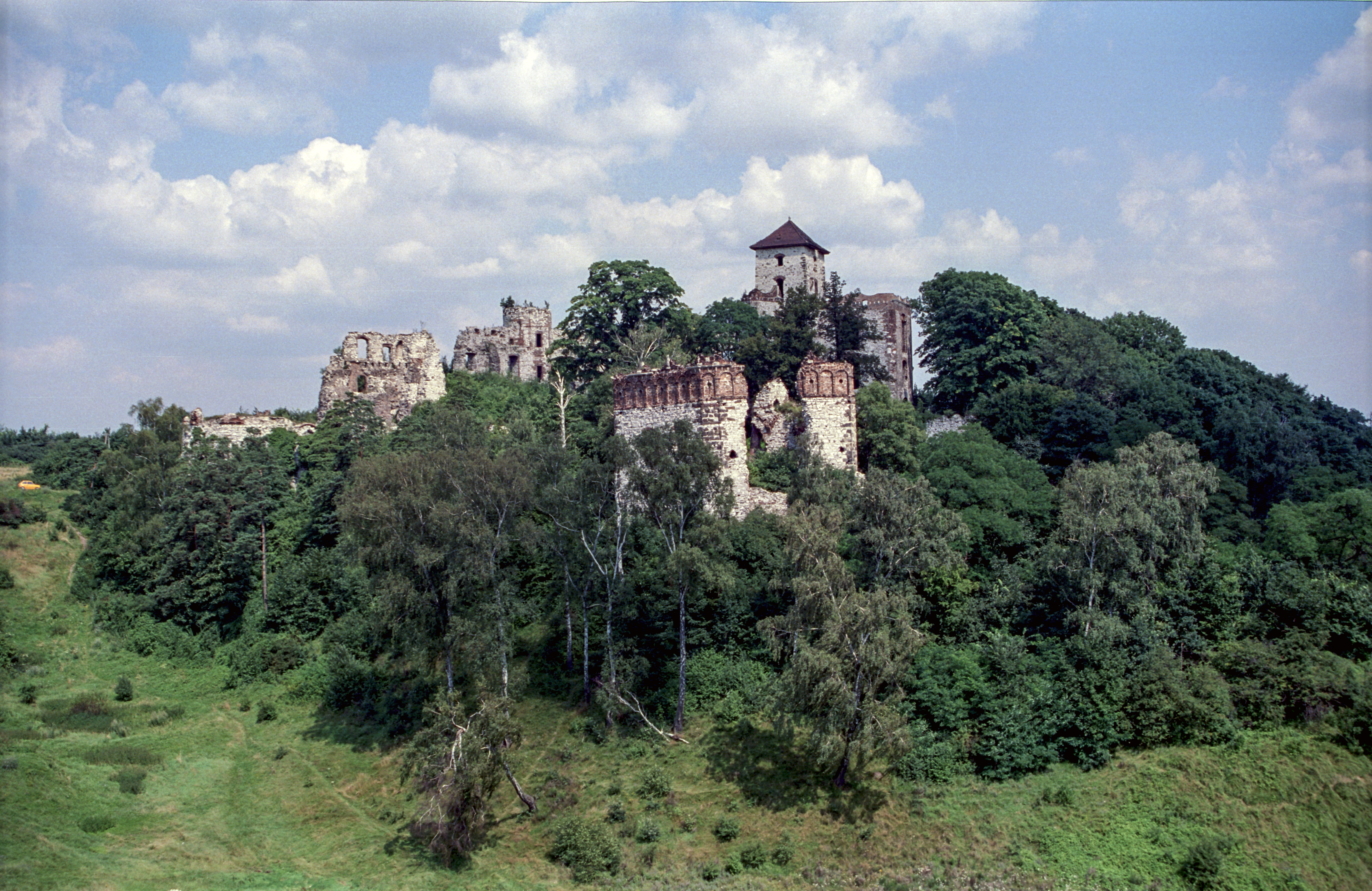
Замок Тенчин

Народився близько 1492 року. Син воєводи белзького, руського Миколая Тенчинського та його дружини Александри з Хожова.
Посади (уряди): мечник краківський, підкоморій холмський з 1515 р., каштелян холмський (з 1525 р.), воєвода белзький (з 1528 р.), подільський (з 1533 р.), руський (з 1536 р.), сандомирський (з 1537 р.). Староста белзький, холмський, красноставський, ратненський.

### Сім'я
Був одружений з Катажиною з Лаських (донька сєрадзького воєводи Ярослава; шлюб перед 1521 р., померла 1568 р.). Діти:
- Зоф'я — дружина каштеляна мендзижецького Станіслава Остророґа
- Катажина, дружина: Яна Бонера — каштеляна освенцімського (?—1562), Станіслава Бажого — воєводи краківського.